# Asylosaurus
Asylosaurus („ukrytý/neporušený ještěr“) byl rod malého, vývojově primitivního plazopánvého dinosaura, žijícího na území dnešní Velké Británie v období svrchního triasu (věk rét, zhruba před 208 až 201 miliony let). Jeho vědecká platnost je však sporná.

## Historie
Fosilie byly objeveny roku 1834 v jeskyních u Durdham Down, Clifton, nedaleko Bristolu. Původně byl materiál popsán již v roce 1836 jako zástupce rodu Thecodontosaurus (autory popisu byli badatelé Henry Riley a Samuel Stutchbury), v roce 2007 ale paleontolog Peter Galton přidělil fosilnímu materiálu vlastní rodové jméno.

## Popis
Tento vývojově primitivní sauropodomorf dosahoval délky jen kolem 2,1 metru a vážil asi 10 až 20 kilogramů Podle Gregory S. Paula měřil tento dinosaurus rovněž asi 2 metry na délku a vážil kolem 25 kilogramů.

## Etymologie
Rodové jméno bylo stanoveno podle skutečnosti, že fosilie unikly zničení v průběhu bombardování za Druhé světové války (v roce 1940), na rozdíl od typového materiálu rodu Thecodontosaurus. Druhové jméno je zase poctou Yaleské univerzitě, kam v letech 1888 až 1890 nechal fosilie z Anglie dovézt paleontolog Othniel Charles Marsh (katalogové označení holotypu je proto YPM 2195).